# Tour de Rijke
El Tour de Rijke es una carrera ciclista holandesa disputada en Spijkenisse. 
Creada en 1989 bajo el nombre de Omloop van Voorne-Putten, pasó a llamarse Tour Beneden-Maas de 1996 a 2003 y después se convirtió en el Tour de Rijke en 2004. Desde la creación de los Circuitos Continentales UCI forma parte del UCI Europe Tour, integrado en la categoría 1.1.

## Palmarés
| Año                      | Vencedor          | Segundo             | Tercero              |
| Omloop van Voorne-Putten |                   |                     |                      |
| ------------------------ | ----------------- | ------------------- | -------------------- |
| 1989                     | Tim Steijer       | John de Hey         | Marc van de Wetering |
| 1990                     | Rob Lenting       | John Leijs          | Casper van der Meer  |
| 1991                     | Erik Cent         | David Veenendaal    | Andre Grootveld      |
| 1992                     | Hennie Beijer     | Hans Brankaert      | Piet Eikelenboom     |
| 1993                     | Herman Woudenberg | Jan Goedendorp      | Henk van der Ziel    |
| 1994                     | Tommy Post        | Ronald van der Tang | Harry van Putten     |
| 1995                     | Perry Bothof      | Peep Mikli          | Daniel Doede         |
| Tour Beneden-Maas        |                   |                     |                      |
| 1996                     | Emiel van Dijk    | Patrick Strouken    | Gerard Smits         |
| 1997                     | Stefan van Dijk   | Pieter Vries        | Sander Olijve        |
| 1998                     | Marcel Duijn      | Coen Boerman        | Linas Balciunas      |
| 1999                     | Daniel van Elven  | Bram de Waard       | Jurgen de Jong       |
| 2000                     | Fulco Van Gulik   | Bart Heirewegh      | Michel Vanhaecke     |
| 2001                     | Robert Hunter     | Geert Omloop        | Matteo Frutti        |
| 2002                     | Roger Hammond     | Bert Hiemstra       | Jurgen de Jong       |
| 2003                     | Jans Koerts       | Erik Dekker         | Gerben Löwik         |
| Tour de Rijke            |                   |                     |                      |
| 2004                     | Jans Koerts       | Gorik Gardeyn       | Wilco Zuyderwijk     |
| 2005                     | Stefan van Dijk   | Steven de Jongh     | Rik Reinerink        |
| 2006                     | Graeme Brown      | Marco Zanotti       | Danilo Hondo         |
| 2007                     | Gert Steegmans    | Graeme Brown        | Stefan van Dijk      |
| 2008                     | Steven de Jongh   | Eric Baumann        | Kristijan Koren      |
| 2009                     | Kenny van Hummel  | Eric Baumann        | Jürgen Roelandts     |
| 2010                     | anulado           |                     |                      |
| 2011                     | Theo Bos          | Kenny van Hummel    | Daniel Schorn        |
| 2012                     | anulado           |                     |                      |

## Palmarés por países
| País         | Victorias |
| ------------ | --------- |
| Países Bajos | 18        |
| Sudáfrica    | 1         |
| Reino Unido  | 1         |
| Australia    | 1         |
| Bélgica      | 1         |